# Светско првенство у атлетици на отвореном 2003 — 20 километара ходање за жене
Дисциплина 20 километара ходање у женској конкуренцији на 9.Светском првенству у атлетици 2003. у Паризу одржана је 24. августа на улицама града са циљем на стадиону "Француска".
Титулу светске првакиње из Едмонтона 2001. бранила је Олимпијада Иванова из Русије.

## Земље учеснице
Учествовале су 42 такмичарке из 26 земаља.
| 1. Аустралија (1) 2. Белорусија (2) 3. Боливија (1) 4. Гватемала (1) 5. Грчка (1) | 1. Ирска (2) 2. Италија (3) 3. Јапан (1) 4. Казахстан (1) 5. Кина (3) | 1. Литванија (2) 2. Малезија (1) 3. Мексико (1) 4. Немачка (2) 5. Нови Зеланд (1) | 1. Норвешка (1) 2. Португалија (2) 3. Румунија (3) 4. Русија (4) 5. Северна Кореја (1) | 1. САД (1) 2. Украјина (1) 3. Француска (1) 4. Чешка (1) 5. Шведска (1) 6. Шпанија (3) |

## Рекорди
22. август 2009.
| Рекорди пре почетка Светског првенства 2003.     | Рекорди пре почетка Светског првенства 2003. | Рекорди пре почетка Светског првенства 2003. | Рекорди пре почетка Светског првенства 2003. | Рекорди пре почетка Светског првенства 2003. | Рекорди пре почетка Светског првенства 2003. |
| ------------------------------------------------ | -------------------------------------------- | -------------------------------------------- | -------------------------------------------- | -------------------------------------------- | -------------------------------------------- |
| Светски рекорд                                   | Татјана Гудкова                              | Русија                                       | 1:25:18                                      | Москва, Русија                               | 19. мај 2000.                                |
| Рекорд светских првенстава                       | Олимпијада Иванова                           | Русија                                       | 1:27:48                                      | Едмонтон, Канада                             | 9. август 2001.                              |
| Најбољи резултат сезоне                          | Јелена Николајева                            | Русија                                       | 1:26:22                                      | Чебоксари, Русија                            | 18. мај 2003.                                |
| Афрички рекорд                                   | Susan Vermeulen                              | Јужна Африка                                 | 1:36:18                                      | Мезидан Кано, Француска                      | 2. мај 1999.                                 |
| Азијски рекорд                                   | Ванг Јен                                     | Кина                                         | 1:26:22                                      | Гуангџоу, Кина                               | 19. новембар 2001.                           |
| Северноамерички рекорд                           | Грасиела Мендоза                             | Мексико                                      | 1:30:03                                      | Мезидан Кано, Француска                      | 2. мај 1999.                                 |
| Јужноамерички рекорд                             | Геована Ируста                               | Боливија                                     | 1:36:29                                      | Мезидан Кано, Француска                      | 2. мај 1999.                                 |
| Европски рекорд                                  | Татјана Гудкова                              | Русија                                       | 1:25:18                                      | Москва, Русија                               | 19. мај 2000.                                |
| Океанијски рекорд                                | Кери Саксби-Џана                             | Аустралија                                   | 1:29:36                                      | Наумбург, Немачка                            | 30. април 2000.                              |
| Рекорди после завршеног Светског првенства 2003. |                                              |                                              |                                              |                                              |                                              |
| Рекорд светских првенстава                       | Јелена Николајева                            | Русија                                       | 1:26:52                                      | Париз, Француска                             | 24. август 2003.                             |
| Јужноамерички рекорд                             | Хеована Ируста                               | Боливија                                     | 1:33:42                                      | Париз, Француска                             | 24. август 2003.                             |

### Најбољи резултати у 2003. години
Десет најбржих атлетичарки 2003. године у брзом ходању на 20 км пре почетка такмичења на Светском првенству (22. августа 2003) заузимало следећи пласман.
| 1.  | Јелена Николајева  | Русија   | 1:26:22 | 18. мај     |
| 2.  | Антонина Петрова   | Русија   | 1:27:14 | 1. март     |
| 3.  | Хунгђуен Сунг      | Кина     | 1:27:16 | 14. април   |
| 4.  | Џилијен О'Саливен  | Ирска    | 1:27:22 | 1. мај      |
| 5.  | Лариса Емељанова   | Русија   | 1:27:23 | 1. март     |
| 6.  | Татјана Сибилева   | Русија   | 1:27:54 | 1. март     |
| 7.  | Елизабета Пероне   | Италија  | 1:27:58 | 18. мај     |
| 8.  | Марија Васко       | Шпанија  | 1:28:10 | 18. мај     |
| 9.  | Наталија Федоскина | Русија   | 1:28:17 | 18. мај     |
| 10. | Вера Зозулија      | Украјина | 1:28:19 | 23. фебруар |

Такмичарке чија су имена подебљана учествовале су на СП 2015.

## Освајачи медаља
|                          |                         |                               |
| Јелена Николајева Русија | Џилијан О'Саливан Ирска | Валентина Цибулска Белорусија |

## Сатница
| Датум           | Време | Коло   |
| --------------- | ----- | ------ |
| 24. август 2003 | 9:30  | Финале |

## Резултати

### Финале
,
| Пласман | Атлетичарка               | Држава       | Време   | Белешке |
| ------- | ------------------------- | ------------ | ------- | ------- |
|         | Јелена Николајева         | Русија       | 1:26:52 | РСП     |
|         | Џилијен О'Саливен         | Ирска        | 1:27:34 |         |
|         | Валентина Цибулскаја      | Белорусија   | 1:28:44 | НР      |
| 4.      | Татјана Гудкова           | Русија       | 1:28:53 |         |
| 5.      | Клаудија Стеф             | Румунија     | 1:29:09 | ЛР      |
| 6.      | Росела Ђордано            | Италија      | 1:29:14 | ЛРС     |
| 7.      | Атанасија Тсоумелека      | Грчка        | 1:29:34 | НР      |
| 8.      | Мелани Зегер              | Немачка      | 1:29:44 | НР      |
| 9.      | Сусана Феитор             | Португалија  | 1:30:15 |         |
| 10.     | Елиза Ригаудо             | Италија      | 1:30:34 | ЛРС     |
| 11.     | Џејн Севил                | Аустралија   | 1:30:51 | ЛРС     |
| 12.     | Olive Loughnane           | Ирска        | 1:30:53 |         |
| 13.     | Ајхуеј Сју                | Кина         | 1:31:34 |         |
| 14.     | Кристина Салтанович       | Литванија    | 1:32:13 |         |
| 15.     | Вера Сантос               | Португалија  | 1:32:43 | ЛР      |
| 16.     | Соната Милушаускаите      | Литванија    | 1:32:58 |         |
| 17.     | Вера Зозулија             | Украјина     | 1:33:34 |         |
| 18.     | Хеована Ируста            | Боливија     | 1:33:42 | ЈАР     |
| 19.     | Фатиха Оуали              | Француска    | 1:34:01 |         |
| 20.     | Сабина Кранц              | Немачка      | 1:34:08 |         |
| 21.     | Барбора Дибелкова         | Чешка        | 1:34:44 |         |
| 22.     | Светлана Толстаја         | Казахстан    | 1:35:11 |         |
| 23.     | Данијела Карлан           | Румунија     | 1:36:02 |         |
| 24.     | Џоана Дау                 | САД          | 1:36:32 |         |
| 25.     | Риоко Сакакура            | Јапан        | 1:38:00 |         |
| 26.     | Габријела Горста          | Нови Зеланд  | 1:38:51 |         |
| 27.     | Моника Свенсон            | Шведска      | 1:39:21 |         |
| 28.     | Тересита Коладо           | Гватемала    | 1:41:19 |         |
|         | Елизабета Пероне          | Италија      | НЗ      |         |
|         | Марија дел Росарио Санчез | Мексико      | НЗ      |         |
|         | Марија Васко              | Шпанија      | НЗ      |         |
|         | Олимпијада Иванова        | Русија       | НЗ      |         |
|         | Maria Teresa Gargallo     | Шпанија      | НЗ      |         |
|         | Олга Кардополтсева        | Белорусија   | Диск.   |         |
|         | Кељан Гао                 | Кина         | Диск.   |         |
|         | Хунгђуен Сунг             | Кина         | Диск.   |         |
|         | Наталија Федоскина        | Русија       | Диск.   |         |
|         | Kjersti Plätze            | Норвешка     | Диск.   |         |
|         | Norica Câmpean            | Румунија     | Диск.   |         |
|         | Yufang Yuan               | Малезија     | Диск.   |         |
|         | Ми-јунг Ким               | Јужна Кореја | Диск.   |         |
|         | Мари Круз Диаз            | Шпанија      | Диск.   |         |

## Пролазна времена
| Дистанца | Атлетичарка             | Држава     | Време   |
| -------- | ----------------------- | ---------- | ------- |
| 5 км     | 1. Џилијен О'Саливен    | Ирска      | 22:09   |
| 5 км     | 2. Елизабета Пероне     | Италија    | 22,09   |
| 5 км     | 3. Јелена Николајева    | Русија     | 22:10   |
| 5 км     | 4. Татјана Гудкова      | Русија     | 22:13   |
| 5 км     | 5. Наталија Федоскина   | Русија     | 22:13   |
| 10 км    | 1. Јелена Николајева    | Русија     | 43:26   |
| 10 км    | 2. Џилијен О'Саливен    | Ирска      | 43:46   |
| 10 км    | 3. Елизабета Пероне     | Италија    | 43:46   |
| 10 км    | 4. Татјана Гудкова      | Русија     | 44,01   |
| 10 км    | 5. Росела Ђордано       | Италија    | 44:02   |
| 15 км    | 1. Јелена Николајева    | Русија     | 1:04:53 |
| 15 км    | 2.Џилијен О'Саливен     | Ирска      | 1:05:41 |
| 15 км    | 3. Татјана Гудкова      | Русија     | 1:06:04 |
| 15 км    | 4. Росела Ђордано       | Италија    | 1:06:06 |
| 15 км    | 5. Валентина Цибулскаја | Белорусија | 1:06:11 |